# Geo URI scheme
O protocolo Geo URI define  esquema de URI (do inglês Uniform Resource Identifier) conforme a norma RFC 5870  de 2010 como:
um URI  para localização geográfica usando o nome do esquema 'geo'. Um URI 'geográfico' identifica um local físico em um sistema de referência de coordenadas bidimensional ou tridimensional de maneira compacta, simples, legível por humanos e independente de protocolo.
O padrão vCard para troca de dados pessoais na Internet, suporta geo URIs na propriedade "GEO", e o padrão GeoSMS usa geo URIs para geotagging em mensagens SMS messages. Dispositivos baseados no sistema operacional  Android suportam geo URIs.

## Example
Um geo URI simples se parece com isso:
geo:37.786971,-122.399677
onde os dois valores numéricos representam  latitude e longitude respectivamente, e são separados por uma vírgula.